# Psephellus declinatus
Psephellus declinatus — вид квіткових рослин з родини айстрових (Asteraceae).

## Морфологічна характеристика
Це багаторічна рослина. Заввишки 10–15 см. Квітконосні стебла, що стелиться, з піднятими верхівками, дорівнюють прикореневим листкам або злегка їх перевищують. Листки глибоко перисторозсічені, з довгасто-яйцеподібними чи еліптичними, цілісними чи надрізано-лопатевими тупими частками, зверху сивувато-зелені від рясного запушення, знизу біло-повстяно-шерстисті.

## Поширення
Зростає в чорноморському регіоні (Крим, Північний Кавказ, Південний Кавказ).
В Україні вид росте на скелястих та кам'янистих схилах, у сухих соснових лісах та на яйлах — у гірському Криму, нерідко.